# سوئه، فوکوئوکا
سوئه، فوکوئوکا (به لاتین: Sue, Fukuoka) یک منطقهٔ مسکونی در ژاپن است که در استان فوکوئوکا واقع شده‌است. سوئه ۲۷٬۴۵۹ نفر جمعیت دارد.